# Euploca chrysantha
Euploca chrysantha är en strävbladig växtart som först beskrevs av Rodolfo Amando Philippi, och fick sitt nu gällande namn av Diane och Hilger. Euploca chrysantha ingår i släktet Euploca och familjen strävbladiga växter. Inga underarter finns listade i Catalogue of Life.